# Nilla Pizzi
Adionilla Pizzi, cunoscută drept Nilla Pizzi, (n. 16 aprilie 1919, Sant'Agata Bolognese, Emilia-Romagna, Italia – d. 12 martie 2011, Segrate, Lombardia, Italia) a fost o cântăreață și actriță italiană.